# Mets de Guaynabo 2024 (pallavolo maschile)
Questa voce raccoglie le informazioni riguardanti i Mets de Guaynabo nelle competizioni ufficiali della stagione 2024.

## Stagione
I Mets de Guaynabo partecipano al loro ventisettesimo campionato di Liga de Voleibol Superior Masculino: dopo il primo posto in regular season nella sezione Metro, ai quarti di finale sconfiggono gli Indios de Mayagüez, mentre in semifinale superano i Cafeteros de Yauco in sei gare; escono poi sconfitti nella serie finale contro i Caribes de San Sebastián, arrendendosi solo al quinto set di gara 7.

## Organigramma societario
Area direttiva
- Presidente: Ramón Rosado

Area tecnica
- Primo allenatore: Gerardo de Jesús

## Rosa
| N° | Nome                  | Ruolo | Data di nascita   | Nazionalità sportiva |
| -- | --------------------- | ----- | ----------------- | -------------------- |
| 1  | Fabián Rohena         | C     | 5 gennaio 1994    | Porto Rico           |
| 2  | Orlando Santiago      | S     | 3 giugno 1996     | Porto Rico           |
| 3  | Ramón Burgos          | C     | 15 gennaio 1993   | Porto Rico           |
| 4  | Luis Guillermo García | P     | 5 gennaio 1995    | Porto Rico           |
| 5  | Kevin Rodríguez       | P     | 12 agosto 1994    | Porto Rico           |
| 6  | Josué Rivera          | S     | 14 aprile 1992    | Porto Rico           |
| 7  | Gianluca Grasso       | S     | 3 dicembre 1995   | Porto Rico           |
| 8  | Juan Carlos Ribas     | S     | 8 settembre 1993  | Porto Rico           |
| 9  | Jorge Mencía          | O     | 14 aprile 1990    | Porto Rico           |
| 10 | Hisham Ewais          | O     | 26 febbraio 1995  | Egitto               |
| 11 | Manuel Blondet        | C     | 22 settembre 1997 | Porto Rico           |
| 12 | Rafael Burgos         | C     | 15 febbraio 1995  | Porto Rico           |
| 14 | Gregory Torres        | O     | 30 novembre 2003  | Porto Rico           |
| 15 | Inovel Romero         | S     | 28 gennaio 1995   | Porto Rico           |
| 16 | Víctor Cosme          | L     | 8 novembre 1989   | Porto Rico           |
| 18 | Antonio Elías         | C     | 15 settembre 2000 | Porto Rico           |
| 24 | Arnel Cabrera         | L     | 11 ottobre 1994   | Porto Rico           |

## Mercato
| Acquisti                               | Acquisti         | Acquisti           | Acquisti   |
| R.                                     | Nome             | da                 | Modalità   |
| -------------------------------------- | ---------------- | ------------------ | ---------- |
| C                                      | Manuel Blondet   | Indios de Mayagüez | definitivo |
| C                                      | Ramón Burgos     | -                  | definitivo |
| C                                      | Antonio Elías    | Lewis              | definitivo |
| S                                      | Gianluca Grasso  | -                  | definitivo |
| P                                      | Kevin Rodríguez  | Savo               | definitivo |
| C                                      | Fabián Rohena    | -                  | definitivo |
| S                                      | Inovel Romero    | Gaziantep Gençlik  | definitivo |
| S                                      | Orlando Santiago | Cafeteros de Yauco | definitivo |
| O                                      | Gregory Torres   | North Greenville   | definitivo |
| Trasferimenti nel corso della stagione |                  |                    |            |
| C                                      | Rafael Burgos    | -                  | definitivo |
| L                                      | Víctor Cosme     | Cafeteros de Yauco | definitivo |
| O                                      | Hisham Ewais     | -                  | definitivo |

| Cessioni                               | Cessioni             | Cessioni             | Cessioni   |
| R.                                     | Nome                 | a                    | Modalità   |
| -------------------------------------- | -------------------- | -------------------- | ---------- |
| S                                      | Christopher Berríos  | -                    | ritirato   |
| S                                      | Cristian Encarnación | Gigantes de Adjuntas | definitivo |
| C                                      | Enrique Escalante    | -                    | ritirato   |
| P                                      | Edgardo Goás         | -                    | ritirato   |
| S                                      | Adrián Iglesias      | -                    | svincolato |
| O                                      | Dimar López          | -                    | ritirato   |
| C                                      | David Menéndez       | -                    | ritirato   |
| O                                      | Jean Carlos Ortíz    | -                    | ritirato   |
| C                                      | Pedrito Sierra       | -                    | ritirato   |
| Trasferimenti nel corso della stagione |                      |                      |            |
| C                                      | Manuel Blondet       | -                    | svincolato |
| S                                      | Orlando Santiago     | -                    | svincolato |

## Risultati

### LVSM

#### Regular season
| 3 agosto 2024 Coliseo Carmen Zoraida Figueroa, Corozal     | Plataneros de Corozal    | 1 - 3 | Mets de Guaynabo         | 17-25, 25-23, 14-25, 21-25        |
| 9 agosto 2024 Coliseo Rafael Llull Pérez, Adjuntas         | Gigantes de Adjuntas     | 0 - 3 | Mets de Guaynabo         | 22-25, 22-25, 16-25               |
| 11 agosto 2024 Palacio de Recreación y Deportes, Mayagüez  | Indios de Mayagüez       | 1 - 3 | Mets de Guaynabo         | 18-25, 26-28, 25-15, 26-28        |
| 16 agosto 2024 Coliseo Gelito Ortega, Naranjito            | Changos de Naranjito     | 3 - 1 | Mets de Guaynabo         | 20-25, 25-21, 25-23, 25-21        |
| 18 agosto 2024 Coliseo Mario Morales, Guaynabo             | Mets de Guaynabo         | 1 - 3 | Caribes de San Sebastián | 18-25, 22-25, 25-22, 28-30        |
| 24 agosto 2024 Coliseo Mario Morales, Guaynabo             | Mets de Guaynabo         | 3 - 1 | Cafeteros de Yauco       | 25-22, 25-13, 22-25, 25-19        |
| 5 settembre 2024 Coliseo Mario Morales, Guaynabo           | Mets de Guaynabo         | 3 - 0 | Gigantes de Carolina     | 25-19, 25-22, 25-15               |
| 7 settembre 2024 Coliseo Luis Aymat Cardona, San Sebastián | Caribes de San Sebastián | 2 - 3 | Mets de Guaynabo         | 24-26, 25-20, 25-23, 23-25, 11-15 |
| 13 settembre 2024 Coliseo Mario Morales, Guaynabo          | Mets de Guaynabo         | 3 - 0 | Changos de Naranjito     | 25-19, 25-20, 25-19               |
| 24 settembre 2024 Coliseo Mario Morales, Guaynabo          | Mets de Guaynabo         | 3 - 1 | Gigantes de Adjuntas     | 25-27, 25-15, 28-26, 28-26        |
| 26 settembre 2024 Coliseo Mario Morales, Guaynabo          | Mets de Guaynabo         | 3 - 0 | Changos de Naranjito     | 27-25, 25-18, 25-19               |
| 28 settembre 2024 Coliseo Mario Morales, Guaynabo          | Plataneros de Corozal    | 0 - 3 | Mets de Guaynabo         | 25-27, 23-25, 20-25               |
| 3 ottobre 2024 Coliseo Mario Morales, Guaynabo             | Mets de Guaynabo         | 2 - 3 | Plataneros de Corozal    | 25-16, 25-21, 22-25, 26-28, 13-15 |
| 5 ottobre 2024 Coliseo Guillermo Angulo, Carolina          | Gigantes de Carolina     | 1 - 3 | Mets de Guaynabo         | 21-25, 25-16, 20-25, 19-25        |
| 8 ottobre 2024 Coliseo Mario Morales, Guaynabo             | Mets de Guaynabo         | 3 - 0 | Indios de Mayagüez       | 27-25, 25-15, 25-18               |
| 10 ottobre 2024 Coliseo Mario Morales, Guaynabo            | Mets de Guaynabo         | 3 - 0 | Gigantes de Carolina     | 27-25, 25-21, 25-22               |
| 12 ottobre 2024 Coliseo Raúl "Pipote" Oliveras, Yauco      | Cafeteros de Yauco       | 0 - 3 | Mets de Guaynabo         | 23-25, 20-25, 19-25               |
| 15 ottobre 2024 Coliseo Guillermo Angulo, Carolina         | Gigantes de Carolina     | 3 - 0 | Mets de Guaynabo         | 26-24, 25-14, 25-21               |
| 17 ottobre 2024 Coliseo Mario Morales, Guaynabo            | Mets de Guaynabo         | 1 - 3 | Plataneros de Corozal    | 25-17, 21-25, 23-25, 18-25        |
| 20 ottobre 2024 Coliseo Gelito Ortega, Naranjito           | Changos de Naranjito     | 0 - 3 | Mets de Guaynabo         | 22-25, 29-31, 23-25               |

#### Play-off
| Quarti di finale (gara 1) - 23 ottobre 2024 Coliseo Mario Morales, Guaynabo            | Mets de Guaynabo         | 3 - 1 | Indios de Mayagüez       | 27-29, 25-20, 25-20, 25-12        |
| Quarti di finale (gara 2) - 25 ottobre 2024 Palacio de Recreación y Deportes, Mayagüez | Indios de Mayagüez       | 2 - 3 | Mets de Guaynabo         | 20-25, 25-23, 17-25, 25-21, 7-15  |
| Quarti di finale (gara 3) - 27 ottobre 2024 Coliseo Mario Morales, Guaynabo            | Mets de Guaynabo         | 3 - 1 | Indios de Mayagüez       | 27-25, 22-25, 25-19, 25-12        |
| Semifinale (gara 1) - 6 novembre 2024 Coliseo Mario Morales, Guaynabo                  | Mets de Guaynabo         | 3 - 2 | Cafeteros de Yauco       | 21-25, 20-25, 25-16, 25-20, 15-11 |
| Semifinale (gara 2) - 8 novembre 2024 Coliseo Raúl "Pipote" Oliveras, Yauco            | Cafeteros de Yauco       | 3 - 2 | Mets de Guaynabo         | 28-30, 14-25, 25-17, 25-22, 15-13 |
| Semifinale (gara 3) - 10 novembre 2024 Coliseo Mario Morales, Guaynabo                 | Mets de Guaynabo         | 3 - 0 | Cafeteros de Yauco       | 25-22, 25-15, 25-23               |
| Semifinale (gara 4) - 13 novembre 2024 Coliseo Raúl "Pipote" Oliveras, Yauco           | Cafeteros de Yauco       | 3 - 2 | Mets de Guaynabo         | 18-25, 26-24, 18-25, 25-19, 15-8  |
| Semifinale (gara 5) - 15 novembre 2024 Coliseo Mario Morales, Guaynabo                 | Mets de Guaynabo         | 3 - 1 | Cafeteros de Yauco       | 25-20, 19-25, 25-18, 25-13        |
| Semifinale (gara 6) - 18 novembre 2024 Coliseo Raúl "Pipote" Oliveras, Yauco           | Cafeteros de Yauco       | 1 - 3 | Mets de Guaynabo         | 21-25, 14-25, 26-24, 19-25        |
| Finale (gara 1) - 22 novembre 2024 Coliseo Luis Aymat Cardona, San Sebastián           | Caribes de San Sebastián | 3 - 1 | Mets de Guaynabo         | 18-25, 25-19, 25-22, 25-19        |
| Finale (gara 2) - 24 novembre 2024 Coliseo Mario Morales, Guaynabo                     | Mets de Guaynabo         | 3 - 2 | Caribes de San Sebastián | 25-22, 20-25, 20-25, 28-26, 18-16 |
| Finale (gara 3) - 27 novembre 2024 Coliseo Luis Aymat Cardona, San Sebastián           | Caribes de San Sebastián | 3 - 0 | Mets de Guaynabo         | 25-17, 25-17, 25-20               |
| Finale (gara 4) - 29 novembre 2024 Coliseo Mario Morales, Guaynabo                     | Mets de Guaynabo         | 3 - 1 | Caribes de San Sebastián | 25-20, 25-16, 15-25, 25-20        |
| Finale (gara 5) - 2 dicembre 2024 Coliseo Luis Aymat Cardona, San Sebastián            | Caribes de San Sebastián | 3 - 0 | Mets de Guaynabo         | 25-21, 25-17, 25-20               |
| Finale (gara 6) - 4 dicembre 2024 Coliseo Mario Morales, Guaynabo                      | Mets de Guaynabo         | 3 - 1 | Caribes de San Sebastián | 22-25, 25-23, 25-21, 25-19        |
| Finale (gara 7) - 7 dicembre 2024 Auditorio Juan Pachín Vicéns, Ponce                  | Caribes de San Sebastián | 3 - 2 | Mets de Guaynabo         | 25-22, 22-25, 25-23, 23-25, 15-13 |

## Statistiche

### Statistiche di squadra
| Competizione | Punti | In casa | In casa | In casa | In trasferta | In trasferta | In trasferta | Totale | Totale | Totale |
| Competizione | Punti | G       | V       | P       | G            | V            | P            | G      | V      | P      |
| ------------ | ----- | ------- | ------- | ------- | ------------ | ------------ | ------------ | ------ | ------ | ------ |
| LVSM         | 45    | 18      | 15      | 3       | 17           | 10           | 7            | 36     | 25     | 11     |
| Totale       | -     | 18      | 15      | 3       | 17           | 10           | 7            | 36     | 25     | 11     |

G = partite giocate; V = partite vinte; P = partite perse

### Statistiche dei giocatori
Dati non disponibili.